# Yvan Rollus
Yvan Rollus (aussi connu sous les pseudonymes Jack Pierre et Claude Assély), né le 17 octobre 1937 à Cayenne et mort le 31 janvier 2021, est un auteur-compositeur-interprète et producteur originaire de la Guyane,.

## Œuvres

### Discographie
- Garde-moi dans tes bras
- Oui pour toi
- Pardonne-moi
- Je t’attendais dans ma vie
- Tu sais mieux que personne
- La Grèce et moi
- Le parchemin
- Pardonne encore
- Paulina
- E.P. Blues
- Nou ka roulé
- Illusion
- Mazouk chérie
- Le guitariste
- Cruelle différence
- On est tous des immigrés
- Et puisque
- Si mon destin
- Tradition carnaval
- Si tu savais comme je t’aime
- Mizik international
- A picture
- Indiano
- Mangé Cayenne
- Je t’attendais dans ma vie
- Colla creek
- Rivage de mes reve
- Guyane aimée
- Armstrong Gospel
- Jardin secret
- Dis-moi Guyane
- L’amour est un éclair
- Laisse un amour
- Belle nuit de Noël
- SVP Père Noël
- Soument pour timoun-yan
- Des enfants pour le monde

### Contes
- Maren
- Lapo Bef
- Leo et le Cercueil
- Egare
- Baclou
- Le Voyageur
- La Visionneuse
- Tonton Mano
- Le Petit Balcon
- L’ombre au Tableau
- Flavie
- Le Diable et le Bon Dieu
- Roy
- Un lient original

## Récompense
- Prix Dôkò Kiltir, 2017